# Prévondavaux
Prévondavaux es una comuna suiza del cantón de Friburgo, situada en el distrito de Broye. Limita al norte con las comunas de Valbroye (VD), al este con Cheiry y Forel-sur-Lucens (VD), al sureste con Villars-le-Comte (VD), y al suroeste y oeste con Montanaire (VD).

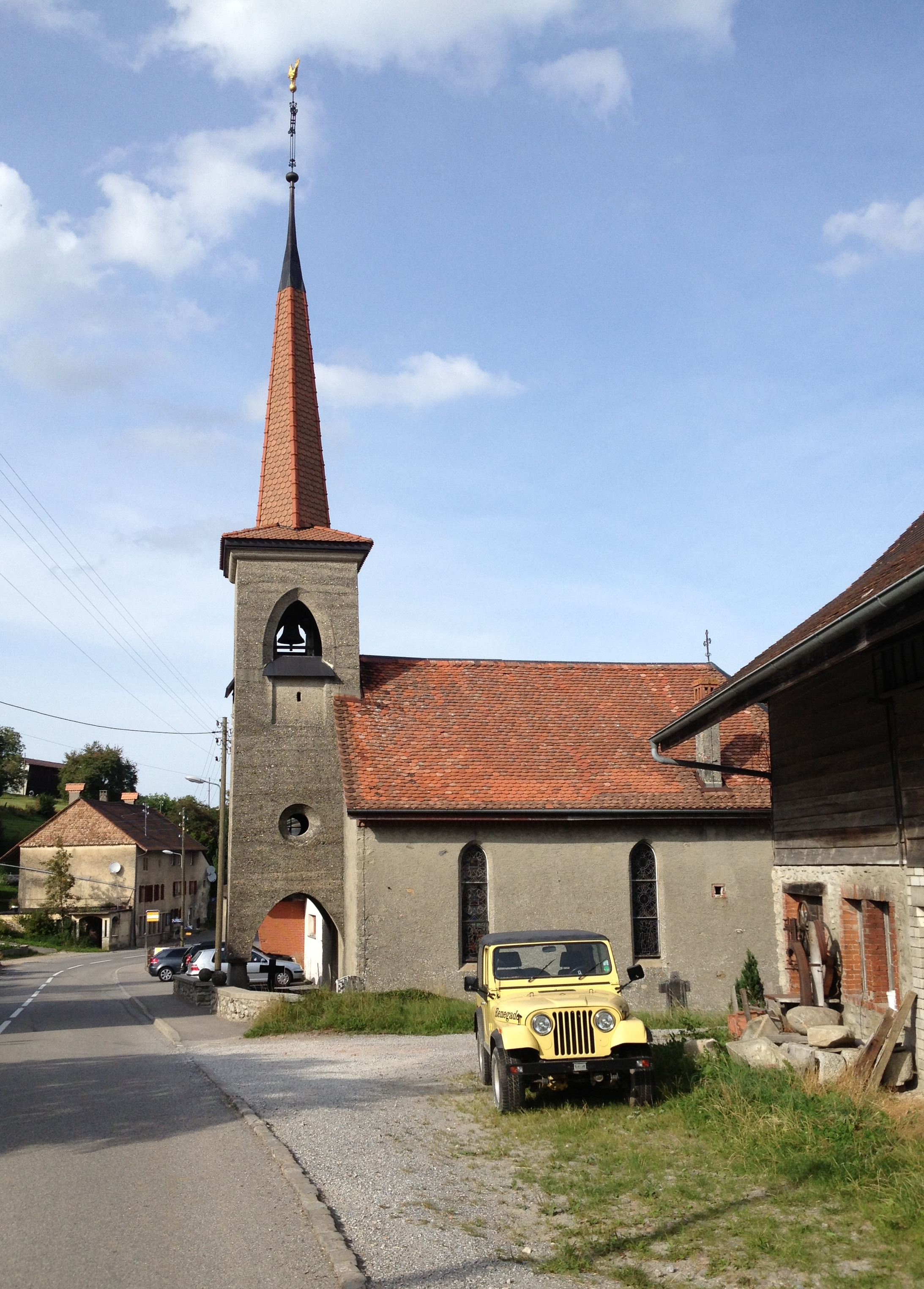
Iglesia de Prévondavaux.